# Liste des maires de Saint-Affrique
Cet article dresse une liste par ordre de mandat des maires de Saint-Affrique.

## Liste des maires
| Période                                  | Période      | Identité               | Étiquette  | Qualité |
| ---------------------------------------- | ------------ | ---------------------- | ---------- | --- |
| Les données manquantes sont à compléter. |              |                        |            | |
| 1789                                     | 1790         | Jean Louis Calmes      |            | |
| 1791                                     | 1792         | Le Rat                 |            | |
| 1793                                     | 1793         | Pierre Bourgougnon     |            | |
| 1793                                     | 1808         | Jean Pierre Viala      |            | |
| 1809                                     | 1815         | Louis Grand Pradeilles |            | |
| 1815                                     | 1825         | Jean Baptiste Roques   |            | |
| 1825                                     | 1830         | Antoibe Durand Catus   |            | |
| 1830                                     | 1834         | Alexandre Barascud     |            | |
| 1835                                     | 1848         | Jean Desmazes          |            | |
| 1848                                     | 1848         | Lucien Taillefer       |            | |
| 1848                                     | 1850         | Maurice Broussou       |            | |
| 1850                                     | 1856         | Eugène Mazarin         |            | |
| 1856                                     | 1864         | Leon Castan            |            | |
| 1864                                     | 1866         | Caliste Fabre          |            | |
| 1866                                     | 1881         | Hippolyte Barascud     |            | |
| 1881                                     | 1882         | Maurice Fournol        |            | |
| 1882                                     | 1884         | Michel de Castelnau    |            | |
| 1884                                     | 1888         | Hippolyte Barascud     |            | |
| 1888                                     | 1900         | Maurice Fournol        |            | |
| 1900                                     | 1904         | Charles Blancard       |            | |
| 1904                                     | 1917         | Émile Tremolet         |            | |
| 1917                                     | 1919         |                        |            | |
| 1919                                     | 1925         | Emmanuel Alauzet       |            | |
| 1925                                     | 1929         | Alfred Reynès          |            | |
| 1929                                     | 1941         | Émile Borel            | PRS        | Mathématicien Député Ministre |
| 1941                                     | 1942         | André Cagnard          |            | |
| 1942                                     | 1944         | Lucien Redon           |            | |
| 1944                                     | 1945         | Georges Caussat        |            | Chirurgien |
| 1945                                     | 1947         | Émile Borel            | PRS        | Mathématicien Député Ministre |
| 1947                                     | 1953         | Ernest Cavallier       | RGR        | Fonctionnaire retraité |
| 1953                                     | 1959         | Pierre Rivière         |            | |
| 1959                                     | 1971         | André Vigouroux        |            | Commerçant |
| 1971                                     | 1977         | Pierre Montredon       |            | Capitaine Suppléant du député Jean Gabriac (1973 à 1976), puis Député (1976 à 1978) |
| 1977                                     | 1983         | Lucien Galtier         |            | Vétérinaire Conseiller général |
| 1983                                     | 1989         | Paul Roques            |            | Géomètre Conseiller général |
| 1989                                     | 1995         | André Vigouroux        | Écologiste | Commerçant |
| 1995                                     | 2001         | Fernand Sambucy,       | DVD        | Médecin |
| mars 2001                                | juillet 2020 | Alain Fauconnier       | PS         | Conseiller principal d'éducation Président de la CC du Saint-Affricain (2001-2008) et (2014-2016) Président de la CC Saint Affricain, Roquefort, Sept Vallons (2017-2020) Président du PNR des Grands Causses (2011-2020) Sénateur (2008-2014)                                       |
| juillet 2020                             | En cours     | Sébastien David        | LR         | Gérant de PME Conseiller départemental (2015-) Suppléant du député Arnaud Viala (2015-2021) Député (2021) Vice-Président du Conseil Départemental (2019-2021) Président délégué du Conseil Départemental (2021-) Président de la CC Saint Affricain, Roquefort, Sept Vallons (2020-) |